# Physospermopsis cuneata
Physospermopsis cuneata är en flockblommig växtart som beskrevs av H.Wolff. Physospermopsis cuneata ingår i släktet Physospermopsis och familjen flockblommiga växter. Inga underarter finns listade i Catalogue of Life.